# Свети Павел (Неа Аполония)
Вижте пояснителната страница за други значения на Свети Павел.
„Свети Апостол Павел“ (на гръцки: Αποστόλου Παύλου) е православна църква в село Неа Аполония (Егри Буджак), Халкидики, Гърция, енорийски храм на Йерисовската, Светогорска и Ардамерска епархия.
Храмът е построен през XX век в центъра на селото от бежанците от Турция, заселени през 20-те години в бившето турско село Егри Буджак. В храма са запазени 16 ценни преносими икони, два сребърни потира, сребърна дарохранителница и 42 старопечатни книги. Иконите са датирани в 1819, 1869, 1907 година, а някои от недатираните са от XVII и XVIII век.